# Natalja Nikolajewna Iwanowa (Leichtathletin)
Natalja Nikolajewna Iwanowa (russisch Наталья Николаевна Иванова, engl. Transkription Natalya Ivanova; * 25. Juni 1981 in Moskau) ist eine russische Hürdenläuferin und Sprinterin.
2002 wurde sie bei den Leichtathletik-Halleneuropameisterschaften in Wien Vierte im 400-Meter-Lauf.
Bei den Olympischen Spielen 2004 in Athen wurde sie im Vorlauf der 4-mal-400-Meter-Staffel eingesetzt und trug so zur Silbermedaille des russischen Teams bei.
Bei den Europameisterschaften 2006 wurde sie Fünfte im 400-Meter-Hürdenlauf und errang mit dem russischen Team die Goldmedaille in der 4-mal-400-Meter-Staffel. Im Jahr darauf folgte bei den Halleneuropameisterschaften in Birmingham Staffel-Silber. Bei den Leichtathletik-Weltmeisterschaften 2007 in  2009 in Berlin erreichte sie über 400 m Hürden jeweils das Halbfinale. 2010 wurde sie in derselben Disziplin Siebte bei den Europameisterschaften in Barcelona.
Natalja Iwanowa ist 1,83 m groß und wiegt 68 kg. Sie gehört der Russischen Armee an.

## Persönliche Bestzeiten
- 60 m (Halle): 7,50 s, 16. Februar 2001, Moskau
- 200 m: 22,97 s, 12. Juli 2005, Tula
  - Halle: 23,13 s, 18. Februar 2006,  Moskau
- 400 m: 50,79 s, 31. Juli 2004, Tula
  - Halle: 52,23 s, 3. März 2002, Wien
- 400 m Hürden: 54,36 s, 1. August 2007, Tula